# Egon Fleischel
Egon Fleischel (* 12. Mai 1861 in Hamburg ; † 28. Januar 1936 in Berlin) war ein Verleger in Berlin.

## Leben
Der Vater August Fleischl war ein aus Ungarn stammender jüdischer Geschäftsmann in Hamburg. Die Mutter Regina „Rechel“ (Rahel?) war eine Tochter des bedeutenden jüdischen Kaufmanns Hirsch Oppenheimer. Beide gehörten zur großbürgerlichen Gesellschaft der Hansestadt, in ihrem Haus verkehrte unter anderen der damals berühmte Schriftsteller Hermann Sudermann.
Egon Fleischel absolvierte wahrscheinlich eine kaufmännische Ausbildung. Er war einige Zeit als Schauspieler tätig. 1891 wurde er Teilhaber des Verlags F. Fontane & Co. des Sohnes von Theodor Fontane. 1897 ließ er sich evangelisch taufen und heiratete Alice Rossin. 1903 gründete er den Verlag Egon Fleischel & Co. in Berlin, zusammen mit Friedrich Theodor Cohn. Dort verlegten sie vor allem belletristische Literatur (von Clara Viebig, Stefan Zweig und anderen).
1906 schied Fleischel aus der Firma aus, die im alleinigen Besitz Cohns verblieb, der sie am 1. Juli 1921 an die Deutsche Verlags-Anstalt verkaufen musste.
Egon Fleischel blieb in Berlin und starb dort 1936.

## Ehe und Familie
Egon Fleischel war mit Alice Rossin (1873–1941) seit 1897 verheiratet. Beide hatten sich vorher evangelisch taufen lassen, ihre beiden Kinder erfuhren von ihrer jüdischen Herkunft angeblich erst nach dem Tod des Vaters 1936. Alice Fleischel wurde 1941 im Internierungslager Camp du Gurs in Südfrankreich getötet. In Radolfzell gibt es seit 2014 einen Stolperstein für sie.
- Erich Egon Fleischel (1897–1943), Kaufmann, wurde im Lager Majdanek getötet
- Günther Fleischel (1903–1943), Kaufmann, wurde Mitglied der SA und des Nationalsozialistischen Kraftfahrtkorps, später interniert im Ghetto Riga und dort Judenältester

## Charakterisierung
Der Verleger Friedrich Fontane charakterisierte seinen ehemaligen Geschäftspartner später so:

„Fleischel war gebürtiger Hamburger (sein Vater, aus Ungarn verzogen, hatte eine reiche Hamburgerin geheiratet) und gehörte jenem Bankier- und Maklerkreise an, der sich meist aus Elementen des internationalen Judentums zusammensetzte. So wurde er durch, meines Wissens nach in New York geb. Frau mit den Hallgarten, Ladenburg etc. verwandt. Natürlich war er längst getauft. Er war ein feingebildeter Mann und durch und durch Hanseat. Die ‚Rasse‘ kam bei ihm nur wenig zum Durchbruch. Als Ideal schwebte ihm die sich abschließende I. Hamburger Gesellschaft mit ihren Senatoren und Reedern vor. — Ursprünglich Schauspieler gewesen (war kein übler!) hatte er — unterstützt durch reichliche Mittel — viel gesehen, interessante Menschen kennen gelernt. (Sudermann verkehrte in seinem Elternhause). — Mein Vater mochte ihn sehr gern‘.“